# Siemno
Siemno (deutsch Schönau) ist ein nicht mehr existierender Ort in der polnischen Woiwodschaft Ermland-Masuren. Die Ortsstelle liegt im Gebiet der Landgemeinde Janowo im Powiat Nidzicki (Kreis Neidenburg).
Die Ortsstelle von Siemno liegt 1 Kilometer südöstlich des Sawadder Sees (1938 bis 1945 Schönsee, polnisch Jezioro Zawadzkie) in der südwestlichen Mitte der Woiwodschaft Ermland-Masuren. Bis 1945 lag sie direkt an der Staatsgrenze zu Polen.
Der vor 1785 Sinna genannte kleine Gutsort Schönau wurde 1874 als „Gutsbezirk Schönau“ in den Amtsbezirk Muschaken (polnisch Muszaki) im ostpreußischen Kreis Neidenburg eingegliedert. Im Jahre 1910 zählte Gut Schönau 20 Einwohner.
Im Jahre 1929 gab Schönau seine Eigenständigkeit auf und wurde nach Sawadden (1938 bis 1945 Herzogsau, polnisch Zawady) eingemeindet. Seit 1945 liegt der dann „Siemno“ genannte Ort in Polen, wurde aber nicht mehr besiedelt und fand auch keine offizielle Erwähnung mehr. Lediglich die Überreste einer Schmiede vom Ende des 14. Jahrhunderts sind noch erkennbar, ebenso sind die Reste eines Mühlrads einer einst bestehenden Wassermühle noch vorhanden. Die Ortsstelle könnte  im Dorf Szczepkowo-Giewarty aufgegangen sein.
Bis 1945 war Schönau evangelischerseits in die Kirchengemeinde Muschaken in der Kirchenprovinz Ostpreußen der Kirche der Altpreußischen Union, römisch-katholischerseits in die Pfarrgemeinde Neidenburg im Bistum Ermland eingepfarrt.
Die Reste der nicht mehr existierenden Siedlung liegen an der Nebenstraße von Jagarzewo (Jägersdorf) nach Janowo und bis Stara Wieś (in der heutigen Woiwodschaft Masowien). Ein Schotterweg verbindet Szczepkowo-Giewarty mit der Ortsstelle von Siemno.